# LOL (album của GFriend)
LOL là album phòng thu đầu tiên của nhóm nhạc nữ Hàn Quốc GFriend. Nó được phát hành vào ngày 11 tháng 7 năm 2016, thông qua Source Music và được phân phối bởi LOEN Entertainment. Album bao gồm 12 bài hát, với "Navillera" là bài hát chủ đề và một bản nhạc không lời cùng tên. Nó mang phong cách âm nhạc retro với nhiều thể loại đa dạng, bao gồm pop, rock, reggae, R&B và house.

## Bối cảnh và phát hành
LOL là album phòng thu đầu tiên của GFriend, được phát hành sau 18 tháng kể từ khi ra mắt. Album nối tiếp ba mini album thành công trước đó của nhóm. Nó được phát hành vào lúc nửa đêm ngày 11 tháng 7 năm 2016, với hai phiên bản, "Laughing Out Loud" và "Lots of Love". Cùng ngày hôm đó, GFriend đã tổ chức hai buổi giới thiệu tại Seoul, nơi nhóm biểu diễn các bài hát trong album. Buổi giới thiệu truyền thông được tổ chức tại Yes24 Live Hall ở Gwangjin-gu và buổi giới thiệu dành cho người hâm mộ được phát trực tiếp qua ứng dụng V Live của Naver. Sau đó, nhóm đã quảng bá album trên các chương trình âm nhạc, bắt đầu với The Show của SBS MTV vào ngày 12 tháng 7, nơi nhóm biểu diễn "Navillera" và "Gone with the Wind". Trong tuần quảng bá thứ hai, GFriend đã giành được tất cả năm giải thưởng tại các chương trình âm nhạc, trên The Show, Show Champion, M! Countdown, Music Bank và Inkigayo. Họ đã giành được tổng cộng 14 giải thưởng trên chương trình âm nhạc, bao gồm việc giành được chiến thắng trong 3 tuần liên tiếp trên The Show, M Countdown và Inkigayo.
Nhóm đã quảng bá album với chuyến lưu diễn giới thiệu, The LOL Asia Showcase, bắt đầu vào ngày 10 tháng 7 năm 2016 tại Yes24 Live Hall, Seoul, Hàn Quốc, kết thúc tại Taipei International Convention Center ở Đài Bắc, Đài Loan vào ngày 1 tháng 10 năm 2016.

## Sáng tác
Album có phong cách âm nhạc retro, với nhiều thể loại đa dạng hơn so với các bản phát hành trước đây của GFriend, để thu hút khán giả rộng lớn hơn. Tên album là từ viết tắt của cả "Laughing Out Loud" và "Lots of Love",  đại diện cho khái niệm kép của các bài hát vui tươi và sôi nổi" và "nữ tính và duyên dáng". "Navillera" là một bài hát pop-rock với độc tấu guitar, được viết bởi Iggy và Seo Yong-bae, người đã viết ba đĩa đơn trước đó của nhóm. "Navillera" (나빌레라) được lấy ý tưởng từ bài thơ "The Nun's Dance" (승무) của Cho Chi-hun và là một cụm từ được sử dụng để mô tả một hành động rung động tương tự như cách chuyển động của một con bướm. Lời bài hát mô tả cảm giác của một cô gái muốn bay như một con bướm để ở bên người cô ấy yêu.
"Distance" là nỗ lực đầu tiên của nhóm trong reggae, piano, guitar và hòa tấu. "Water Flower" là một bài hát rock với âm thanh trống và hiệu ứng guitar và "Mermaid" là một bản pop ballad được viết bởi nhóm Mio của Source Music, lấy cảm hứng từ câu chuyện cổ tích Nàng tiên cá. "Sunshine" là một bài hát R&B với nhịp điệu điện tử và hòa âm piano, trong khi "Compas" là trong thể loại nhạc house. "Click" là một bài hát pop có nhịp độ trung bình được sản xuất bởi Hyuk Shin và theo phong cách nhạc pop Mỹ thập niên 1990. "Gone with the Wind" là bài hát dubstep đầu tiên của nhóm.

## Đón nhận
Miriam Steglich của Korea JoongAng Daily mô tả album là "thể hiện trái tim và cảm giác của một cô gái trẻ", với các bài hát từ "tươi sáng và tràn đầy năng lượng" đến "nhẹ nhàng và thư giãn". Cô cho biết sự đa dạng của thể loại và nhạc cụ độc đáo rất ấn tượng và xác định. "Navillera" là bài hát nổi bật của album. Tuy nhiên, cô lấy làm tiếc khi nó không "quá khác biệt so với sản phẩm trước, để lại chỗ cho sự cải thiện và kỳ vọng cho nỗ lực tiếp theo của nhóm."
Album là một thành công thương mại ở Hàn Quốc. Đây là bản vật lý bán chạy thứ tư trong tháng 7 năm 2016, bán được 40,680 bản. Nó lọt vào Gaon Album Chart ở vị trí số 3, trong khi "Navillera" đứng đầu Gaon Digital Chart. "LOL", "Mermaid" và "Gone with the Wind" cũng được xếp hạng trong top 100, ở các vị trí 80, 83 và 87. Tại Hoa Kỳ, LOL được xếp ở vị trí số 7 trên bảng xếp hạng Billboard World Albums, trong khi "Navillera" ở vị trí số 12 trên bảng xếp hạng World Digital Songs.

## Danh sách bài hát
| STT              | Nhan đề                                                      | Phổ lời                                                           | Phổ nhạc                    | Sản xuất                    | Thời lượng |
| ---------------- | ------------------------------------------------------------ | ----------------------------------------------------------------- | --------------------------- | --------------------------- | ---------- |
| 1.               | "Intro"                                                      |                                                                   | Jo In-ho Kim Woong [ a ]    | Jo Kim Woong                | 1:06       |
| 2.               | "Fall in Love" (물들어요; Muldeureoyo)                       | Hong Beom-gyu Jo Kim Woong [ a ]                                  | Hong Jo Kim Woong           | Hong Kim Woong              | 3:18       |
| 3.               | "Navillera" (너 그리고 나; Neo Geurigo Na, lit. "You and I") | Iggy [ b ] Seo Yong-bae [ c ]                                     | Iggy Seo                    | Iggy Seo                    | 3:14       |
| 4.               | "LOL"                                                        | Kim Eana                                                          | Master Key Phat Music Score | Master Key Phat Music Score | 3:30       |
| 5.               | "Distance" (한 뼘; Han Ppyeom)                               | Iggy [ b ] Seo [ c ]                                              | Iggy Seo                    | Iggy Seo                    | 3:37       |
| 6.               | "Water Flower" (물꽃놀이; Mulkkonnori)                       | Hong Kim Woong Iggy [ a ]                                         | Hong Kim Woong Iggy         | Hong Kim Woong              | 3:41       |
| 7.               | "Mermaid"                                                    | Mio                                                               | Mio                         | Mio                         | 3:27       |
| 8.               | "Sunshine" (나의 일기장; Naui Ilgijang, lit. "My Diary")     | E.ONE                                                             | E.ONE                       | E.ONE                       | 3:31       |
| 9.               | "Compass" (나침반; Nachimban)                                | Kim Jung-yoon (ZigZag Note) Oh Ji-hoon [ f ] Choi Hyun-joon [ f ] | Kim Jung-yoon Oh Choi       | Kim Jung-yoon Oh Choi       | 3:30       |
| 10.              | "Click" (찰칵; Chalkak)                                      | Mafly Hyuk Shin                                                   | MRey DK                     | Shin MRey                   | 3:18       |
| 11.              | "Gone with the Wind" (바람에 날려; Barame Nallyeo)           | E.ONE                                                             | E.ONE                       | E.ONE                       | 3:50       |
| 12.              | "Navillera" (phiên bản nhạc không lời)                       |                                                                   | Iggy Seo                    | Iggy Seo                    | 3:14       |
| Tổng thời lượng: | Tổng thời lượng:                                             | Tổng thời lượng:                                                  | Tổng thời lượng:            | Tổng thời lượng:            | 39:16      |

## Nhân sự
Thông tin được trích từ các ghi chú của album.
Địa điểm
- Thu âm tại Vibe Studio (bài 2–11)
- Phối nhạc tại Cube Studio (bài 1–3, 5–6, 8, 11–12)
- Phối nhạc tại Vibe Studio (bài 7)
- Phối nhạc tại W Studio (bài 9)
- Phối nhạc tại Joombas Factory USA (bài 10)

Sản xuất
- GFriend – thanh nhạc
- Kwak Jung-shin – kỹ sư thu âm (bài 2–11), phối nhạc (bài 7)
- Jung Mo-yeon – kỹ sư thu âm (bài 2–11)
- Oreo – tất cả dụng cụ (bài 1)
- Young – guitar (bài 1–3, 5–7, 12)
- Jo-ssi Ajeossi – phối nhạc (bài 1–3, 6, 8, 11–12)
- Hong Beom-gyu – lập trình trống (bài 2, 6), guitar (bài 6)
- Kim Woong – piano, tổng hợp (bài 2, 6)
- Kim So-ri – hát đệm (bài 2–7, 9–10)
- Kwon Seok-hong – sắp xếp dây đàn (bài 2–3, 7, 11–12)
- Yoong String – dây đàn (bài 2–3, 7, 11–12)
- Seo Yong-bae – lập trình trống (bài 3, 5, 12)
- Iggy – keyboard, tổng hợp (bài 3, 5, 12)
- Master Key – phối nhạc, lập trình trống, keyboard, tổng hợp (bài 4)
- Score – lập trình trống, piano (bài 4)
- Lee Tae-wook – guitar (bài 4)
- Im Jin-cheol – hòa âm (bài 5)
- Shin Jae-bin – phối nhạc (bài 5)
- Kim Ye-il – bass guitar (bài 6)
- Mio – tất cả nhạc cụ (bài 7)
- Choi Hoon – bass guitar (bài 7)
- Jung Ho-hyun – tất cả nhạc cụ (bài 8, 11)
- EJ Show – keyboard (bài 8)
- Geum Jo – hát đệm (bài 8, 11)
- Oh Ji-hoon – lập trình trống (bài 9)
- No Eun-jong – guitar (bài 9)
- Kim Jung-yoon – tổng hợp (bài 9)
- Jo Joon-sung – phối nhạc (bài 9)
- Maxx Song – giám đốc thu âm (bài 10)
- MRey – phối nhạc (bài 10)
- Jung Soo-wan – guitar (bài 11)
- Ho Hyun – keyboard (bài 11)

## Bảng xếp hạng

### Bảng xếp hạng hàng tuần
| Bảng xếp hạng (2016)              | Vị trí cao nhất |
| --------------------------------- | --------------- |
| Album Hàn Quốc (Gaon)             | 3               |
| Album thế giới Hoa Kỳ (Billboard) | 7               |

### Bảng xếp hạng cuối năm
| Bảng xếp hạng (2016)  | Vị trí cao nhất |
| --------------------- | --------------- |
| Album Hàn Quốc (Gaon) | 45              |

## Giải thưởng
| Tên bài hát | Tên chương trình          | Ngày phát sóng   |
| ----------- | ------------------------- | ---------------- |
| "Navillera" | The Show (SBS MTV)        | 19 tháng 7, 2016 |
| "Navillera" | The Show (SBS MTV)        | 2 tháng 8, 2016  |
| "Navillera" | The Show (SBS MTV)        | 9 tháng 8, 2016  |
| "Navillera" | Show Champion (MBC Music) | 20 tháng 7, 2016 |
| "Navillera" | Show Champion (MBC Music) | 10 tháng 8, 2016 |
| "Navillera" | M Countdown (Mnet)        | 21 tháng 7, 2016 |
| "Navillera" | M Countdown (Mnet)        | 28 tháng 7, 2016 |
| "Navillera" | M Countdown (Mnet)        | 4 tháng 8, 2016  |
| "Navillera" | Music Bank (KBS)          | 22 tháng 7, 2016 |
| "Navillera" | Music Bank (KBS)          | 29 tháng 7, 2016 |
| "Navillera" | Music Bank (KBS)          | 12 tháng 8, 2016 |
| "Navillera" | Inkigayo (SBS)            | 24 tháng 7, 2016 |
| "Navillera" | Inkigayo (SBS)            | 31 tháng 7, 2016 |
| "Navillera" | Inkigayo (SBS)            | 7 tháng 8, 2016  |